# Periclimenes carinidactylus
Periclimenes carinidactylus är en kräftdjursart som beskrevs av Bruce 1969. Periclimenes carinidactylus ingår i släktet Periclimenes och familjen Palaemonidae. Inga underarter finns listade i Catalogue of Life.